# Heinrich von Ostheim

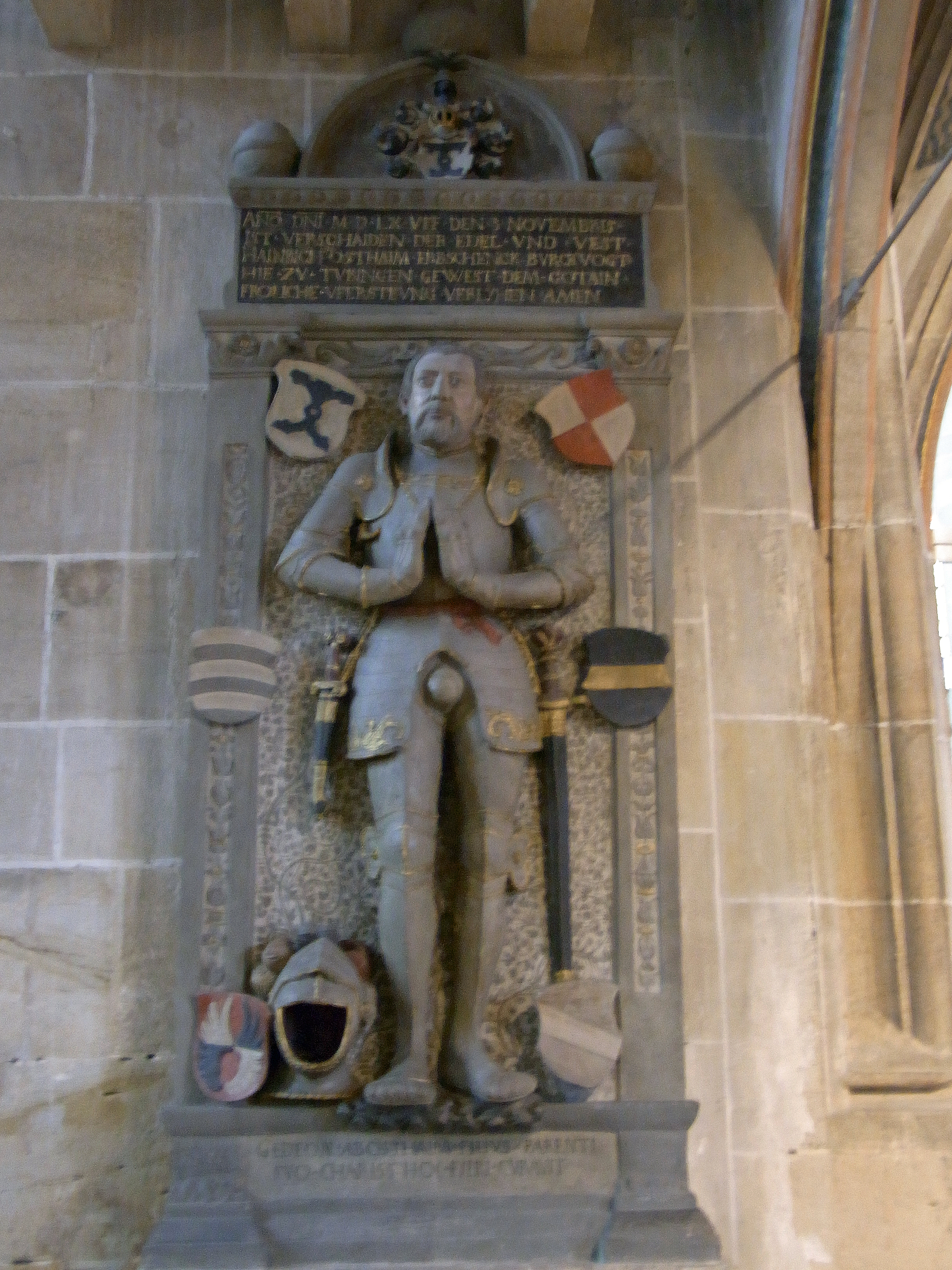
Figurengrabmal des Heinrich von Ostheim in der Tübinger Stiftskirche erstellt von Leonhard Baumhauer

Erbschenk Heinrich von Ostheim († 3. November 1560) war Burgvogt von Tübingen und ist wegen seines kunstvollen Figurengrabmals in der Tübinger Stiftskirche bekannt, das von Leonhard Baumhauer erschaffen wurde.

## Leben und Wirken
Heinrich von Ostheim war ein Diener von Graf Heinrich von Thierstein und wurde von diesem am 12. September 1518 mit dem Lehen Hattenheim belehnt. Dieses Lehen war zu diesem Zeitpunkt verfallen, das heißt die Witwe des vorherigen Lehensnehmers Vincentz von Wittenheim, Agnes von Rappoltstein, saß darauf. Es war ihr als Witwengut auf Lebenszeit zur Nutzung verschrieben. Sobald Hattenheim „frei“ wurde, sollte Heinrich von Ostheim es erhalten – in der Zwischenzeit erhielt er das Dorf Duggingen als Lehen.